# Dolby Surround

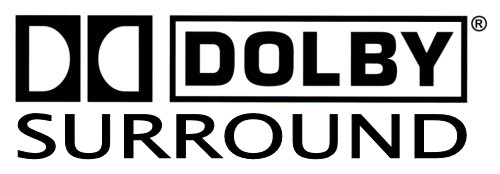
Logo Dolby Surround

Dolby Surround – system dźwięku przestrzennego A/52 stworzony przez firmę Dolby Laboratories Inc., do powszechnej dostępności wprowadzony w roku 1982 i od tamtej pory stosowany powszechnie w salach kinowych oraz mieszkaniach prywatnych. System ten działa przy użyciu procesora Dolby, w którym odbywają się obliczenia mające na celu urealistycznienie dźwięku oraz poprawienie jego jakości i płynności.

## Zasada działania
System Dolby Surround wykorzystuje 3 głośniki, 2 z przodu, z lewej i prawej strony telewizora, oraz 1 surround z tyłu słuchacza.
Do 3 głośników podłączamy dekoder Dolby, jest on procesorem składającym się z modułu sterującego oraz z łańcucha Surround, który to składa się z synchronizatora czasowego, który synchronizuje czas przesyłania dźwięku do głośnika surround z głośnikami z lewej i prawej strony telewizora (opóźnienie czasu przesyłu dźwięku z głośników przed widzem i głośnika surround wynosi 2ms), filtra oraz reduktora szumów, które służą do jak najlepszej poprawy jakości dźwięku.

## Dolby Surround Pro Logic
System Dolby Surround Pro Logic działa na tej samej zasadzie co Dolby Surround, różni się jedynie tym, że wykorzystywany jest także głośnik centralny/głośnik telewizora.